# Bryan Bracey
Pour les articles homonymes, voir Bracey.
Bryan Patrick Bracey, né le 5 août 1978 à Chicago, Illinois, est un joueur américain de basket-ball, doté d'un passeport irlandais. Il mesure 2,01 m évolue au poste d'ailier fort.

## Carrière

### High School
- ???? - ????:  Oak Park High School

### Collège
- 1997 - 1999:  Malcolm X Junior College

### Université
- 1999 - 2001:  Ducks de l'Oregon (NCAA)

### Draft
Drafté en 58e position lors de la draft 2001 par les Spurs de San Antonio

### Clubs
- 2001 - 2002 :  Bnei Herzliya (1er division)
- 2002 - 2003 : 
  -  Avellino (LegA)
  -  Hapoël Jérusalem (1er division)
- 2003 - 2004 : 
  -  Murcie (Liga ACB)
  -  Huntsville Flight (NBDL)
- 2004 - 2005 : 
  -  Cedar Rapids River Raiders (USBL)
  -  Peristeri (ESAKE)
  -  Dynamo région de Moscou (Division A)
- 2005 - 2006 :  Makedonikos (ESAKE)
- 2006 - 2007 :  Scafati (LegA)
- 2007 - 2008 :  Chalon-sur-Saône (Pro A)
- Janvier 2009 - Juin 2009:  Dexia Mons-Hainaut (Ethias League)
- 2009-2010 :  AEL Limassol (Division 1)
- 2010-2011 :  Capitanes de Arecibo (BSN)
- 2011 :  Pagrati (A2)
- 2013-2014 :  Chicago Steam (ABA)